# Keldergat

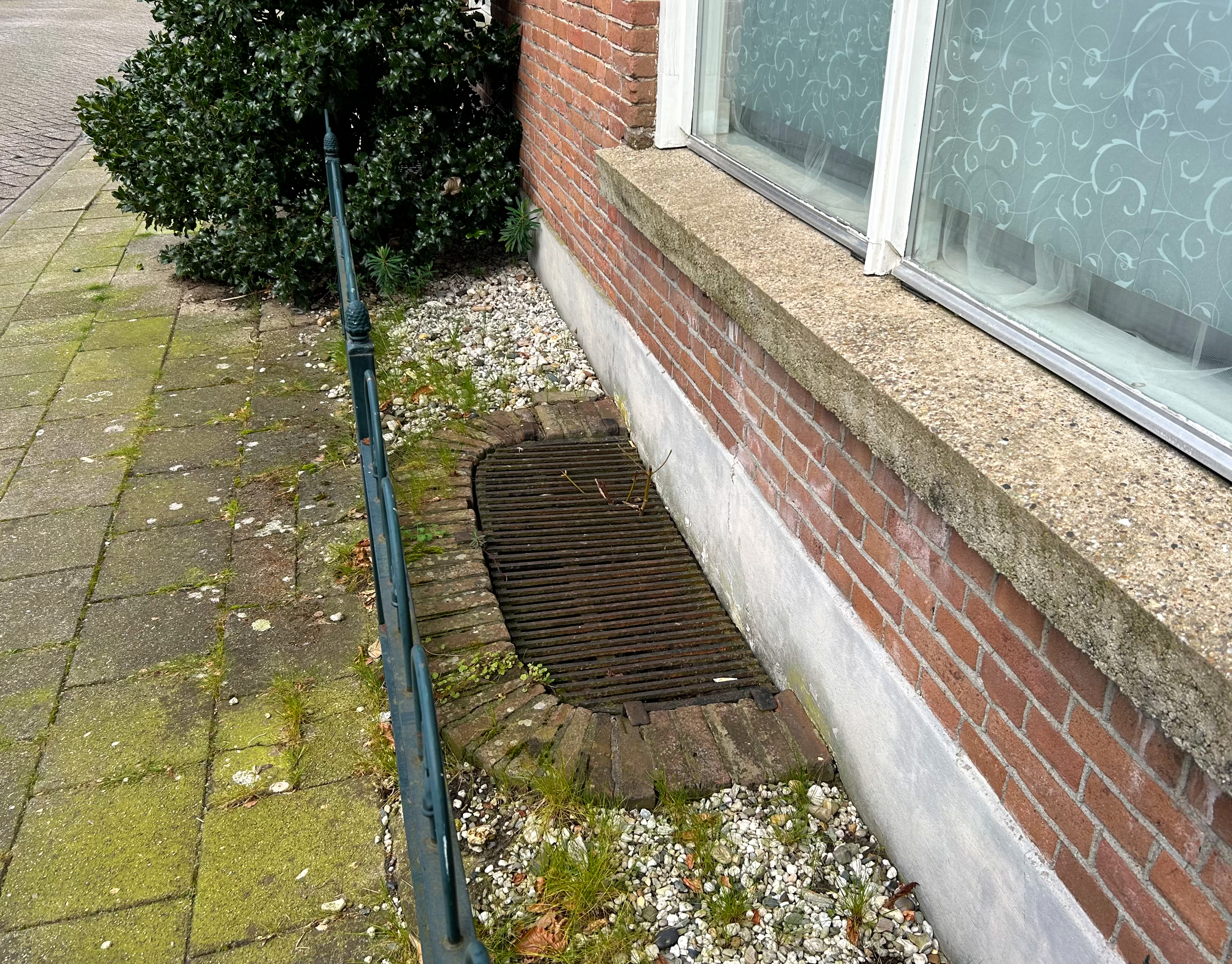
Een oud keldergat van een woning.

Een keldergat is een gat in een vloer (en soms ook een deel van de aangrenzende funderingsmuur) dat toegang geeft tot een kelder of kruipruimte van een gebouw. Vaak zijn keldergaten afgedekt met een rooster.

## Fotogalerij

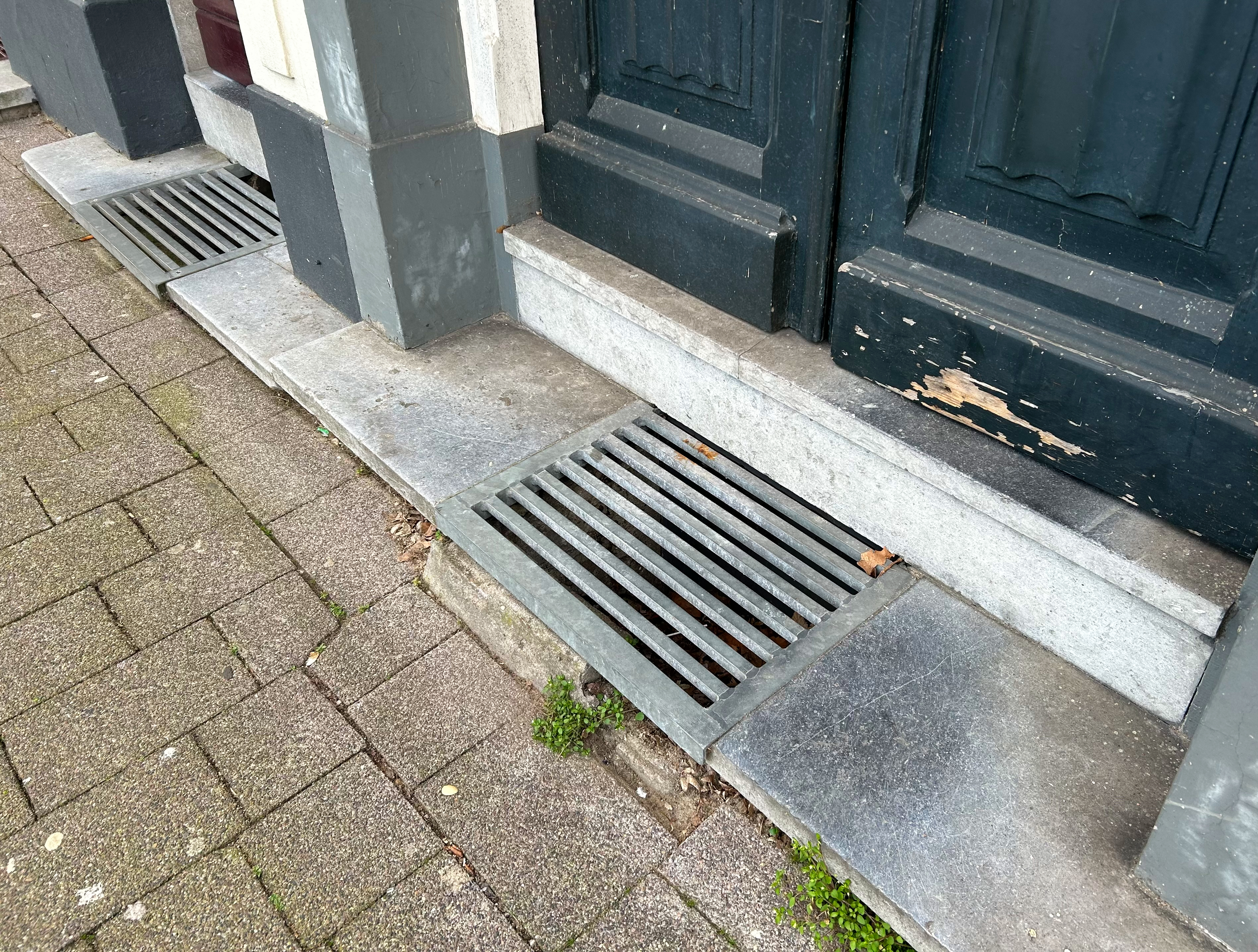
Keldergaten met stenen roosters.
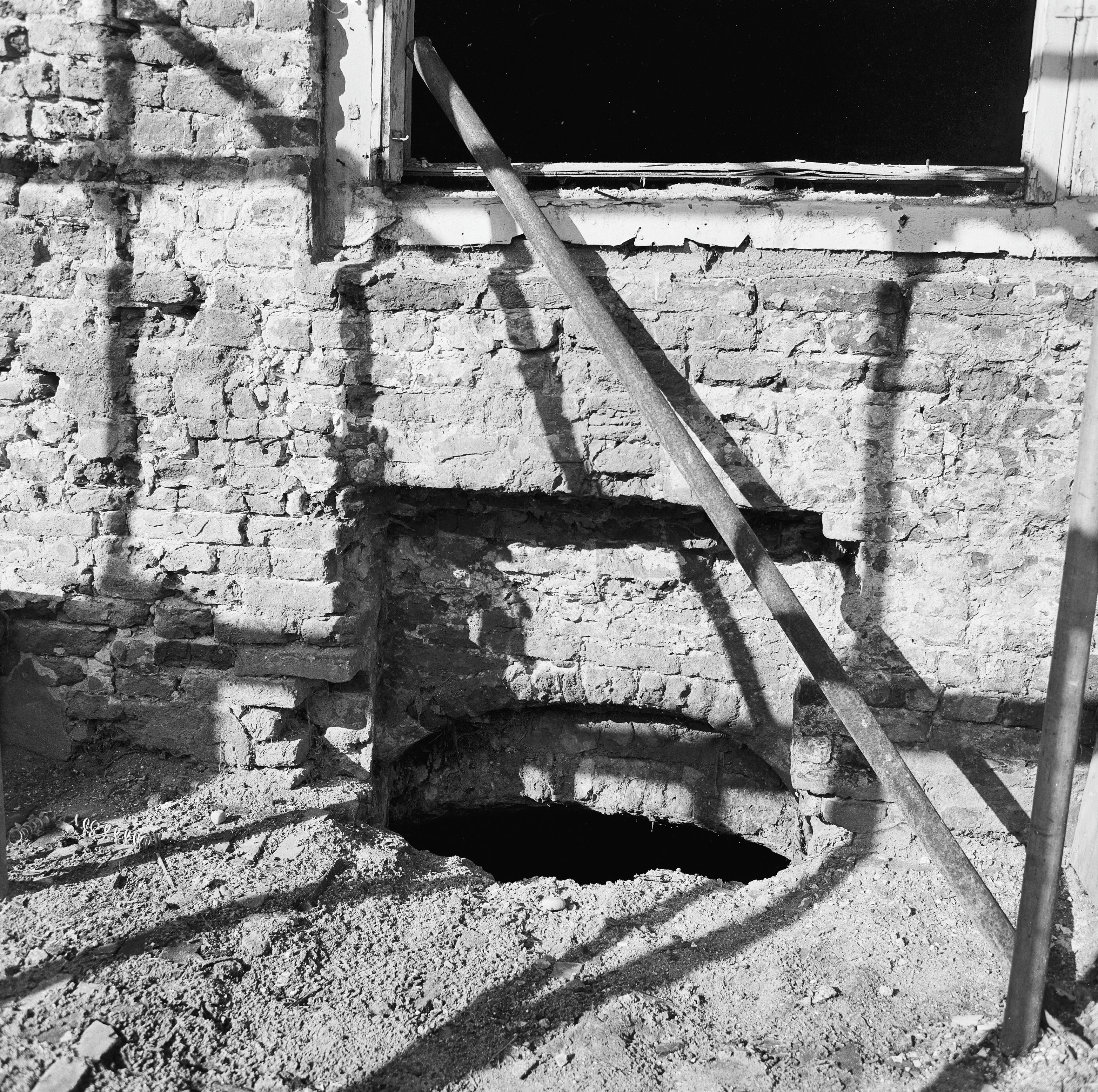